# Danh sách giải thưởng và đề cử của Madonna

## Giải Grammy
Dưới đây là danh sách các đề cử và Grammy của nữ ca sĩ nhạc pop người Mỹ Madonna.
| Năm  | Hạng mục                                                              | Album/Đĩa đơn được đề cử          | Đoạt giải | Đề cử | Giải thuộc về                                                   |
| ---- | --------------------------------------------------------------------- | --------------------------------- | --------- | ----- | --------------------------------------------------------------- |
| 1986 | Trình diễn giọng pop nữ xuất sắc nhất                                 | "Crazy for You"                   |           | ☑     | Whitney Houston - "Saving All My Love For You"                  |
| 1987 | Trình diễn giọng pop nữ xuất sắc nhất                                 | "Papa Don't Preach"               |           | ☑     | Barbra Streisand - "The Broadway Album"                         |
| 1988 | Bài hát xuất sắc nhất được viết cho phim hay chương trình truyền hình | "Who's That Girl?"                |           | ☑     | "Somewhere Out There"                                           |
| 1990 | Album giọng pop xuất sắc nhất                                         | Like a Prayer                     |           | ☑     | Bonnie Raitt- Nick of Time                                      |
| 1991 | Video hình thái ngắn xuất sắc nhất                                    | "Oh Father"                       |           | ☑     | Paula Abdul - "Opposites Attract"                               |
| 1992 | Video hình thái dài xuất sắc nhất                                     | Madonna: Blond Ambition Tour Live | ☑         |       |                                                                 |
| 1995 | Bài hát xuất sắc nhất được viết cho phim hay chương trình truyền hình | "I'll Remember"                   |           | ☑     | Bruce Springsteen -"Streets of Philadelphia"                    |
| 1995 | Video hình thái dài xuất sắc nhất                                     | The Girlie Show: Live Down Under  |           | ☑     | U2 - Zoo TV: Live From Sydney                                   |
| 1996 | Album giọng pop xuất sắc nhất                                         | Bedtime Stories                   |           | ☑     | Joni Mitchell -Turbulent Indigo                                 |
| 1999 | Album của năm                                                         | Ray of Light                      |           | ☑     | Lauryn Hill - The Miseducation of Lauryn Hill                   |
| 1999 | Thu âm của năm                                                        | "Ray of Light"                    |           | ☑     | Celine Dion - "My Heart Will Go On"                             |
| 1999 | Album giọng pop xuất sắc nhất                                         | Ray of Light                      | ☑         |       |                                                                 |
| 1999 | Thu âm nhạc dance xuất sắc nhất                                       | "Ray of Light"                    | ☑         |       |                                                                 |
| 1999 | Video hình thái ngắn xuất sắc nhất                                    | "Ray of Light"                    | ☑         |       |                                                                 |
| 1999 | Trình bày đĩa hát đẹp nhất                                            | Ray of Light                      | ☑         |       |                                                                 |
| 2000 | Bài hát xuất sắc nhất được viết cho phim hay chương trình truyền hình | "Beautiful Stranger"              | ☑         |       |                                                                 |
| 2000 | Trình diễn giọng pop nữ xuất sắc nhất                                 | "Beautiful Stranger"              |           | ☑     | Sarah McLachlan - "I Will Remember You"                         |
| 2001 | Thu âm của năm                                                        | "Music"                           |           | ☑     | U2 - "Beautiful Day"                                            |
| 2001 | Trình diễn giọng pop nữ xuất sắc nhất                                 | "Music"                           |           | ☑     | Macy Gray - "I Try"                                             |
| 2001 | Album giọng pop xuất sắc nhất                                         | Music                             |           | ☑     | Steely Dan - Two Against Nature                                 |
| 2001 | Trình bày đĩa hát đẹp nhất                                            | Music                             | ☑         |       |                                                                 |
| 2002 | Video hình thái ngắn xuất sắc nhất                                    | "Don't Tell Me"                   |           | ☑     | Fatboy Slim - "Weapon of Choice"                                |
| 2004 | Video hình thái ngắn xuất sắc nhất                                    | "Die Another Day"                 |           | ☑     | Johnny Cash - "Hurt"                                            |
| 2004 | Thu âm nhạc dance xuất sắc nhất                                       | "Die Another Day"                 |           | ☑     | Kylie Minogue - "Come into My World"                            |
| 2007 | Album nhạc dance/điện tử xuất sắc nhất                                | Confessions on a Dance Floor      | ☑         |       |                                                                 |
| 2007 | Thu âm nhạc dance xuất sắc nhất                                       | "Get Together"                    |           | ☑     | Justin Timberlake - "SexyBack"                                  |
| 2007 | Video hình thái dài xuất sắc nhất                                     | I'm Going to Tell You a Secret    |           | ☑     | Bruce Springsteen - Wings For Wheels: The Making Of Born To Run |
| 2008 | Video hình thái dài xuất sắc nhất                                     | The Confessions Tour              | ☑         |       |                                                                 |
| 2009 | Hợp tác giọng pop xuất sắc nhất                                       | "4 Minutes" với Justin Timberlake |           | ☑     | Robert Plant &Alison Krauss - "Rich Woman"                      |
| 2009 | Thu âm nhạc dance xuất sắc nhất                                       | "Give It 2 Me"                    |           | ☑     | Daft Punk - "Harder, Better, Faster, Stronger"                  |
| 2010 | Thu âm nhạc dance xuất sắc nhất                                       | "Celebration"                     |           | ☑     | Lady Gaga - "Poker Face"                                        |

## Giải Video âm nhạc của MTV
Dưới đây là danh sách các đề cử và giải thưởng video âm nhạc của MTV (MTV Video Music Awards).
| Năm  | Đề cử                                          | Video được đề cử                                 | Kết quả   |
| ---- | ---------------------------------------------- | ------------------------------------------------ | --------- |
| 1984 | Nghệ sĩ mới xuất sắc nhất                      | Borderline                                       | Đề cử     |
| 1984 | Đạo diễn xuất sắc nhất                         | Boderline                                        | Đề cử     |
| 1985 | Video xuất sắc nhất của nữ nghệ sĩ             | Material Girl                                    | Đề cử     |
| 1985 | Bố trí đẹp nhất                                | Material Girl                                    | Đề cử     |
| 1985 | Bố trí đẹp nhất                                | Like a Virgin                                    | Đề cử     |
| 1985 | Quay phim xuất sắc nhất                        | Like a Virgin                                    | Đề cử     |
| 1985 | Chỉ đạo nghệ thuật xuất sắc nhất               | Like a Virgin                                    | Đề cử     |
| 1986 | Giải thưởng tiên phong                         | -                                                | Đoạt giải |
| 1986 | Bố trí đẹp nhất                                | Dress You Up (trực tiếp từ The Virgin Tour)      | Đề cử     |
| 1986 | Bố trí đẹp nhất                                | Like a Virgin (trực tiếp từ The Virgin Tour)     | Đề cử     |
| 1987 | Video xuất sắc nhất của nữ nghệ sĩ             | Papa Don't Preach                                | Đoạt giải |
| 1987 | Video xuất sắc nhất của nữ nghệ sĩ             | Open Your Heart                                  | Đề cử     |
| 1987 | Video có màn biểu diễn toàn cảnh xuất sắc nhất | Papa Don't Preach                                | Đề cử     |
| 1987 | Quay phim xuất sắc nhất                        | Papa Don't Preach                                | Đề cử     |
| 1987 | Bố trí đẹp nhất                                | Open Your Heart                                  | Đề cử     |
| 1987 | Chỉ đạo nghệ thuật xuất sắc nhất               | Open Your Heart                                  | Đề cử     |
| 1989 | Nghệ sĩ của thập kỷ - Thành tựu sự nghiệp      | -                                                | Đoạt giải |
| 1989 | Video của năm                                  | Like a Prayer                                    | Đề cử     |
| 1989 | Bình chọn của người xem                        | Like a Prayer                                    | Đoạt giải |
| 1989 | Video xuất sắc nhất của nữ nghệ sĩ             | Express Yourself                                 | Đề cử     |
| 1989 | Đạo diễn xuất sắc nhất                         | Express Yourself                                 | Đoạt giải |
| 1989 | Chỉ đạo nghệ thuật xuất sắc nhất               | Express Yourself                                 | Đoạt giải |
| 1989 | Quay phim xuất sắc nhất                        | Express Yourself                                 | Đoạt giải |
| 1989 | Biên tập xuất sắc nhất                         | Express Yourself                                 | Đề cử     |
| 1990 | Video của năm                                  | Vogue                                            | Đề cử     |
| 1990 | Video xuất sắc nhất của nữ nghệ sĩ             | Vogue                                            | Đề cử     |
| 1990 | Video nhảy xuất sắc nhất                       | Vogue                                            | Đề cử     |
| 1990 | Bình chọn của người xem                        | Vogue                                            | Đề cử     |
| 1990 | Đạo diễn xuất sắc nhất                         | Vogue                                            | Đoạt giải |
| 1990 | Biên tập xuất sắc nhất                         | Vogue                                            | Đoạt giải |
| 1990 | Quay phim xuất sắc nhất                        | Vogue                                            | Đoạt giải |
| 1990 | Bố trí đẹp nhất                                | Vogue                                            | Đề cử     |
| 1990 | Chỉ đạo nghệ thuật xuất sắc nhất               | Vogue                                            | Đề cử     |
| 1991 | Video dài xuất sắc nhất                        | The Immaculate Collection                        | Đoạt giải |
| 1991 | Video xuất sắc nhất của nữ nghệ sĩ             | Like a Virgin (trực tiếp từ Blond Ambition Tour) | Đề cử     |
| 1991 | Bố trí đẹp nhất                                | Like a Virgin (trực tiếp từ Blond Ambition Tour) | Đề cử     |
| 1992 | Video xuất sắc nhất của nữ nghệ sĩ             | Holiday (trực tiếp từ Blond Ambition Tour)       | Đề cử     |
| 1992 | Video nhảy xuất sắc nhất                       | Holiday (trực tiếp từ Blond Ambition Tour)       | Đề cử     |
| 1992 | Bố trí đẹp nhất                                | Holiday (trực tiếp từ Blond Ambition Tour)       | Đề cử     |
| 1992 | Quay phim xuất sắc nhất                        | Holiday (trực tiếp từ Blond Ambition Tour)       | Đề cử     |
| 1993 | Quay phim xuất sắc nhất                        | Rain                                             | Đoạt giải |
| 1993 | Đạo diễn xuất sắc nhất                         | Rain                                             | Đoạt giải |
| 1994 | Video xuất sắc nhất từ một bộ phim             | I'll Remember                                    | Đề cử     |
| 1995 | Video xuất sắc nhất của nữ nghệ sĩ             | Take a Bow                                       | Đoạt giải |
| 1995 | Chỉ đạo nghệ thuật xuất sắc nhất               | Take a Bow                                       | Đề cử     |
| 1995 | Video nhảy xuất sắc nhất                       | Human Nature                                     | Đề cử     |
| 1995 | Bố trí đẹp nhất                                | Human Nature                                     | Đề cử     |
| 1996 | Quay phim xuất sắc nhất                        | You'll See                                       | Đề cử     |
| 1998 | Video của năm                                  | Ray of Light                                     | Đoạt giải |
| 1998 | Video xuất sắc nhất của nữ nghệ sĩ             | Ray of Light                                     | Đoạt giải |
| 1998 | Bố trí đẹp nhất                                | Ray of Light                                     | Đoạt giải |
| 1998 | Đạo diễn xuất sắc nhất                         | Ray of Light                                     | Đoạt giải |
| 1998 | Biên tập xuất sắc nhất                         | Ray of Light                                     | Đoạt giải |
| 1998 | Video nhảy xuất sắc nhất                       | Ray of Light                                     | Đề cử     |
| 1998 | Video đột phá                                  | Ray of Light                                     | Đề cử     |
| 1998 | Quay phim xuất sắc nhất                        | Ray of Light                                     | Đề cử     |
| 1998 | Video có hiệu quả đặc biệt                     | Frozen                                           | Đoạt giải |
| 1999 | Video xuất sắc nhất từ một bộ phim             | Beautiful Stranger                               | Đoạt giải |
| 1999 | Video xuất sắc nhất của nữ nghệ sĩ             | Beautiful Stranger                               | Đề cử     |
| 1999 | Quay phim xuất sắc nhất                        | Beautiful Stranger                               | Đề cử     |
| 1999 | Video có hiệu quả đặc biệt                     | Nothing Really Matters                           | Đề cử     |
| 2000 | Quay phim xuất sắc nhất                        | American Pie                                     | Đề cử     |
| 2001 | Video xuất sắc nhất của nữ nghệ sĩ             | Don't Tell Me                                    | Đề cử     |
| 2001 | Bố trí đẹp nhất                                | Don't Tell Me                                    | Đề cử     |
| 2003 | Video xuất sắc nhất từ một bộ phim             | Die Another Day                                  | Đề cử     |
| 2006 | Video của năm                                  | Hung Up                                          | Đề cử     |
| 2006 | Video xuất sắc nhất của nữ nghệ sĩ             | Hung Up                                          | Đề cử     |
| 2006 | Video nhạc Pop xuất sắc nhất                   | Hung Up                                          | Đề cử     |
| 2006 | Video nhảy xuất sắc nhất                       | Hung Up                                          | Đề cử     |
| 2006 | Bố trí đẹp nhất                                | Hung Up                                          | Đề cử     |
| 2008 | Video nhảy xuất sắc nhất                       | 4 Minutes (với Justin Timberlake)                | Đề cử     |

Tổng cộng: 71 đề cử, 20 giải thưởng. Với thành tích này, Madonna là ca sĩ được đề cử và nhận giải nhiều nhất trong lịch sử giải thưởng Âm nhạc Video MTV .